# Ryttar-VM 2002
Ryttar-VM 2002 hölls i Jerez de la Frontera, Spanien från 11 september till 22 september 2002. Det var det fjärde samlade Ryttar-VM som anordnades av FEI. Ryttare och kuskar från 48 länder gjorde upp om medaljerna i 15 grenar i sju sporter. Jerez de la Frontera valdes som arrangörsstad 1997. Efter den första succén med Stockholm 1990 så hade arrangemanget för det två efterföljande världsmästerskapen i Rom och Haag kantats av stora arrangörsproblem där de ursprungliga arrangörerna drog sig ur. Framtiden för konceptet med ett samlat världsmästerskap var hotad om även 2002 års världsmästerskap skulle drabbas av problem. Den spanska arrangörsorganisationen lyckades med att genomföra mästerskapen utan problem och i enlighet med budgeten. Reining gjorde sin debut som ny gren och distansritten återkom efter uppehållet i Rom. Fotbollsarenan Estadio Municipal de Chapín var huvudarena där dressyren och banhoppningen avgjordes.

## Grenar
| Dressyr     | Körning     | Distansritt | Fälttävlan  | Banhoppning | Reining     | Voltige            |
| ----------- | ----------- | ----------- | ----------- | ----------- | ----------- | ------------------ |
| Individuell | Individuell | Individuell | Individuell | Individuell | Individuell | Herrar individuell |
| Individuell | Individuell | Individuell | Individuell | Individuell | Individuell | Damer individuell  |
| Lag         | Lag         | Lag         | Lag         | Lag         | Lag         | Lag                |

## Medaljer
Den slutgiltiga medaljfördelningen blev följande:

### Hoppning
| Gren                          | Guld | Guld | Silver | Silver | Brons | Brons |
| ----------------------------- | --- | --- | --- | --- | --- | --- |
| Individuell hoppning detaljer | Dermot Lennon Liscalgot | Irland | Eric Navet Dolla du Murier Hts de                                                                                                   | Frankrike | Peter Wylde Fein Cera | USA |
| Lag hoppning detaljer         | Frankrike Eric Levallois Diamont de Semilly Ecolit Reynald Angot Tlaloc M Gilles Bertran de Balanda Crocus Graverie Eric Navet Dollar du Murier hts de Seine | Frankrike Eric Levallois Diamont de Semilly Ecolit Reynald Angot Tlaloc M Gilles Bertran de Balanda Crocus Graverie Eric Navet Dollar du Murier hts de Seine | Sverige Peter Eriksson VDL Cardento 933 Royne Zetterman Richmont Park Helena Lundbäck Utfors Mynta Malin Baryard H&M Butterfly Flip | Sverige Peter Eriksson VDL Cardento 933 Royne Zetterman Richmont Park Helena Lundbäck Utfors Mynta Malin Baryard H&M Butterfly Flip | Belgien Philippe Lejeune Nabab de Reve Stanny van Paesschen O de Pomme Peter Postelmans Oleander Jos Lansink AK Caridor Z | Belgien Philippe Lejeune Nabab de Reve Stanny van Paesschen O de Pomme Peter Postelmans Oleander Jos Lansink AK Caridor Z |

Helena Lundbäck var med i finalen inom den individuella hoppningen, där de fyra bästa deltagare inte bara hoppade rund på sin egen häst men också på de tre andras hästar. Hon slutade på fjärde plats.

### Dressyr
| Gren                         | Guld | Guld | Silver                                                                                              | Silver                                                                                              | Brons | Brons |
| ---------------------------- | --- | --- | --------------------------------------------------------------------------------------------------- | --------------------------------------------------------------------------------------------------- | --- | --- |
| Individuell dressyr detaljer | Nadine Capellmann Farbenfroh                                                                                               | Tyskland | Beatriz Ferrer-Salat Beauvalais                                                                     | Spanien                                                                                             | Ulla Salzgeber Rusty 47 | Tyskland |
| Lag dressyr detaljer         | Tyskland Nadine Capellmann Farbenroth Ulla Salzgeber Rusty Klaus Husenberth Piccolino Ann-Kathrin Linsenhoff Renoir-Unicef | Tyskland Nadine Capellmann Farbenroth Ulla Salzgeber Rusty Klaus Husenberth Piccolino Ann-Kathrin Linsenhoff Renoir-Unicef | USA Deborah Mcdonald Brentine Lisa Wilcox Relevant Susan Blinks Flim Flam Guenter Seidel Nikolaus 7 | USA Deborah Mcdonald Brentine Lisa Wilcox Relevant Susan Blinks Flim Flam Guenter Seidel Nikolaus 7 | Spanien Beatriz Ferrer-Salat Beauvalais Rafael Soto Andrade Invasor Juan Antonio Jimenz Cobo Guizo Ignacio Rambla Algarin Granadero | Spanien Beatriz Ferrer-Salat Beauvalais Rafael Soto Andrade Invasor Juan Antonio Jimenz Cobo Guizo Ignacio Rambla Algarin Granadero |

### Fälttävlan
| Gren                            | Guld                                                                                                  | Guld                                                                                                  | Silver | Silver | Brons | Brons |
| ------------------------------- | --- | --- | --- | --- | --- | --- |
| Individuell fälttävlan detaljer | Jean Teulère Espoire                                                                                  | Frankrike                                                                                             | Jeanette Brakewell Over To You | Storbritannien | Piia Pantsu Ypäjä Karuso                                                                                                 | Finland |
| Lag fälttävlan detaljer         | USA John Williams Carrick Kimberly Vinoski Winsome Adante David O'Connor Giltedge Amy Tryon Poggio II | USA John Williams Carrick Kimberly Vinoski Winsome Adante David O'Connor Giltedge Amy Tryon Poggio II | Frankrike Cédric LYARD Fine Merveille Jean TEULÈRE Espoir de la Mare Jean-Luc FORCE Crocus Jacob Didier Courrèges Free Style Ene HN | Frankrike Cédric LYARD Fine Merveille Jean TEULÈRE Espoir de la Mare Jean-Luc FORCE Crocus Jacob Didier Courrèges Free Style Ene HN | Storbritannien Jeanette Brakewell Over To You Pippa Funnell Supreme Rock William Fox-Pitt Tamarillo Leslie Law Shear H20 | Storbritannien Jeanette Brakewell Over To You Pippa Funnell Supreme Rock William Fox-Pitt Tamarillo Leslie Law Shear H20 |

### Körning
| Gren                         | Guld                                                      | Guld                                                      | Silver                                            | Silver                                            | Brons                                                  | Brons                                                  |
| ---------------------------- | --------------------------------------------------------- | --------------------------------------------------------- | ------------------------------------------------- | ------------------------------------------------- | ------------------------------------------------------ | ------------------------------------------------------ |
| Individuell körning detaljer | Ysbrand Chardon                                           | Nederländerna                                             | Christoph Sandmann                                | Tyskland                                          | Tomas Eriksson                                         | Sverige                                                |
| Lag körning detaljer         | Nederländerna Ysbrand Chardon Mark Weusthof Ton Monhemius | Nederländerna Ysbrand Chardon Mark Weusthof Ton Monhemius | USA Tucker Johnson Chester Weber James Fairclough | USA Tucker Johnson Chester Weber James Fairclough | Tyskland Christoph Sandmann Rainer Duen Michael Freund | Tyskland Christoph Sandmann Rainer Duen Michael Freund |

### Distansritt
| Gren                             | Guld | Guld | Silver | Silver | Brons | Brons |
| -------------------------------- | --- | --- | --- | --- | --- | --- |
| Individuell distansritt detaljer | Ahmed bin Mohd al Maktoum Bowman | Förenade arabemiraten | Antonio Rosi Alex Raggio di Sole                                                                                     | Italien | Sunny Demedy Castlebar Treaty | Frankrike |
| Lag distansritt detaljer         | Frankrike Emmanuelle Bellefroid Antinea de Nau Jean-Philippe Frances Djellab*HN Sunny Demedy Fifi du Bagnas Maya Killa Perringerard Varoussa | Frankrike Emmanuelle Bellefroid Antinea de Nau Jean-Philippe Frances Djellab*HN Sunny Demedy Fifi du Bagnas Maya Killa Perringerard Varoussa | Italien Roberto Busi Al Jasir Antonio Rosi Alex Raggio di Sole Fausto Fiorucci Faris Jabar Mario Cutolo Zyad el Asii | Italien Roberto Busi Al Jasir Antonio Rosi Alex Raggio di Sole Fausto Fiorucci Faris Jabar Mario Cutolo Zyad el Asii | Australien Kristie Mcgaffin Castelbar Macleod Penelope Toft Bremervale Justice Margaret Wade Castelbar Treaty Susan Crockett Jonah | Australien Kristie Mcgaffin Castelbar Macleod Penelope Toft Bremervale Justice Margaret Wade Castelbar Treaty Susan Crockett Jonah |

### Reining
| Gren                         | Guld | Guld | Silver | Silver | Brons | Brons |
| ---------------------------- | --- | --- | --- | --- | --- | --- |
| Individuell reining detaljer | Shawn Flarida San Jo Freckless                                                                                                  | USA | Tom McCutcheon Conquistador Whiz | USA | Shawna Sapergia Pretty Much Eagle                                                                                             | Kanada |
| Lag reining detaljer         | USA Tom Mccutcheon Conquistador Whiz Scott Mccutcheon Inwhizable Shawn Flarida San Jo Freckless Craig Schmersal Tidal Wave Jack | USA Tom Mccutcheon Conquistador Whiz Scott Mccutcheon Inwhizable Shawn Flarida San Jo Freckless Craig Schmersal Tidal Wave Jack | Kanada François Gauthier Ghost Buster Baby Jason Grimshaw Listo Pollito Lena Shawna Sapergia Pretty Much Eagle Patrice St-Onge Slip Me Another Kiss | Kanada François Gauthier Ghost Buster Baby Jason Grimshaw Listo Pollito Lena Shawna Sapergia Pretty Much Eagle Patrice St-Onge Slip Me Another Kiss | Italien Dario Carmignani Frozen Sailor Adriano Meacci Jodi Tamara Nic Cordioli RS Little Red Jaba Marco Manzi Spanish Snapper | Italien Dario Carmignani Frozen Sailor Adriano Meacci Jodi Tamara Nic Cordioli RS Little Red Jaba Marco Manzi Spanish Snapper |

### Voltige
| Gren                                | Guld          | Guld      | Silver        | Silver   | Brons         | Brons    |
| ----------------------------------- | ------------- | --------- | ------------- | -------- | ------------- | -------- |
| Individuell voltige herrar detaljer | Matthias Lang | Frankrike | Gero Meyer    | Tyskland | Devon Maitozo | USA      |
| Individuell voltige damer detaljer  | Nadia Zülow   | Tyskland  | Rikke Laumann | Danmark  | Ines Juckstow | Tyskland |
| Lag voltige detaljer                | Tyskland      | Tyskland  | Schweiz       | Schweiz  | Sverige       | Sverige  |